# Comuna Sozopol, Burgas
Sozopol este o comună în regiunea Burgas din Bulgaria.

## Demografie
Componența etnică a obștinei Sozopol
     Romi (13,3%)
     Turci (4,14%)
     Bulgari (70,49%)
     Nicio identificare (11,35%)
     Altele (0,69%)
La recensământul din 2011, populația comunei Sozopol era de 12.610 locuitori. Din punct de vedere etnic, majoritatea locuitorilor (70,49%) erau bulgari, existând și minorități de romi (13,3%) și turci (4,14%). Pentru 11,35% din locuitori nu este cunoscută apartenența etnică.